# Johannes Torrentius
Pour les articles homonymes, voir Torrentius.
Johannes Symonsz (Jan) van der Beeck, né en 1589 à Amsterdam et mort le 17 février 1644 à Amsterdam, mieux connu sous le nom de Johannes Torrentius, est un peintre néerlandais.

## Biographie
Soupçonné d'être membre des Rose-Croix, il est arrêté, torturé et condamné en 1627 à 20 ans d'emprisonnement. Le roi Charles Ier d'Angleterre qui admirait ses œuvres intervint en sa faveur et obtint sa relaxe après deux années de prison. Torrentius resta 12 ans en Angleterre comme peintre de la Cour (mais où il peignit très peu), puis en 1642 retourna clandestinement à Amsterdam, où il mourut deux ans plus tard dans la misère.

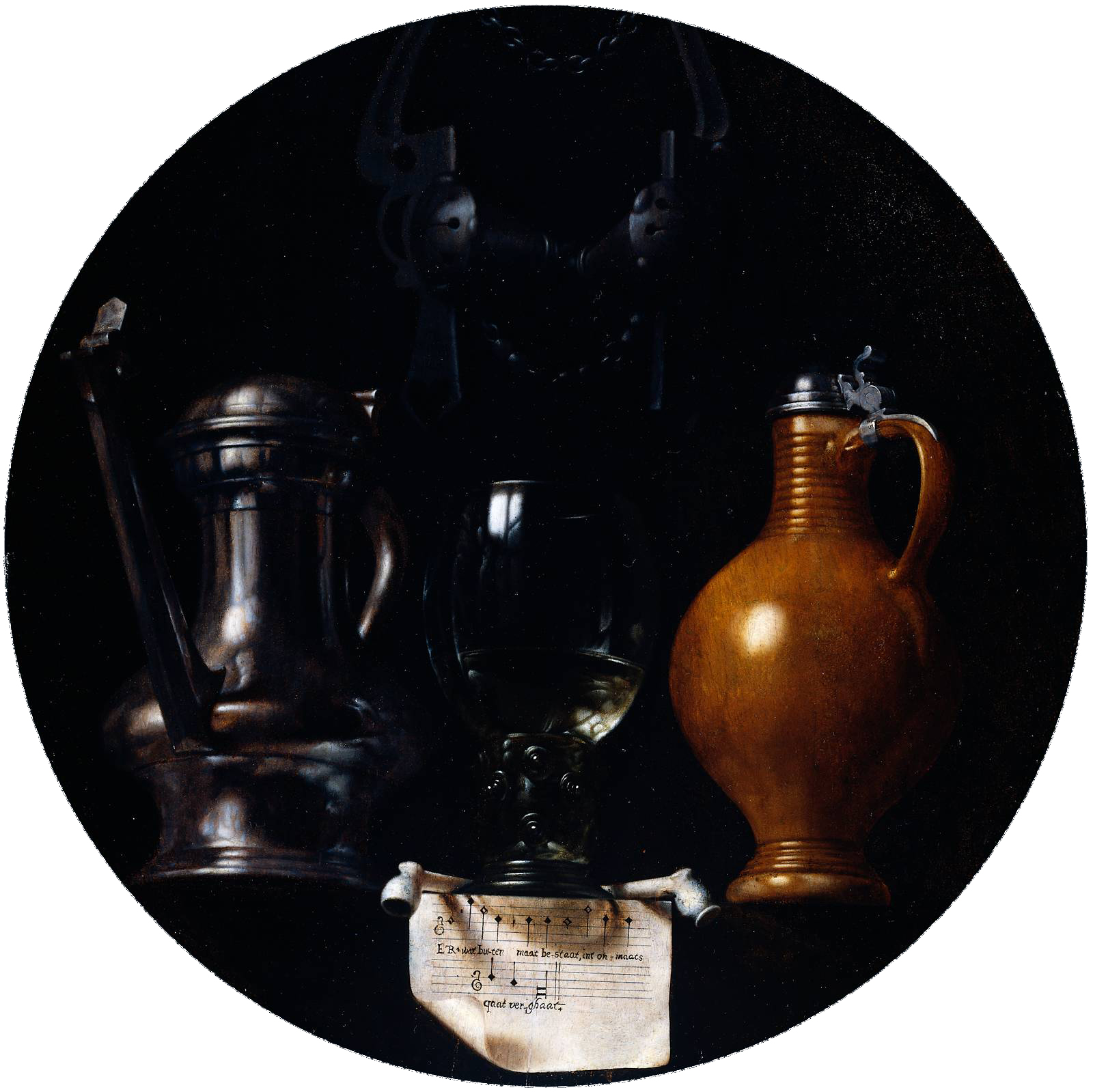
Nature morte avec bride, par Torrentius, 1614

Son tableau le plus célèbre (et a priori le seul à lui avoir survécu par miracle après la destruction de toute sa production hollandaise sur ordre de la justice après sa condamnation pour hérésie et immoralité), Nature morte avec bride et mors, conservé au Rijksmuseum d'Amsterdam, a donné son titre à un recueil d'essais sur la Hollande du XVIIe siècle du poète polonais Zbigniew Herbert (réédition Le Bruit du temps, 2012).
Il connaissait personnellement Jeronimus Cornelisz, un apothicaire frison devenu négociant pour le compte de la Compagnie néerlandaise des Indes orientales (VOC), connu pour avoir été en juin 1629 l'instigateur d'une des mutineries les plus sanglantes de l'histoire, à bord du navire Batavia et après son naufrage dans les Houtman Abrolhos, archipel corallien au large de l'Australie, le bourreau de son équipage et de ses passagers.

## Dans la culture populaire
- Le peintre a fait l'objet d'un roman, Torrentius, écrit par Colin Thibert et paru en 2019 aux Éditions Héloïse d'Ormesson[2].

- Le roman de Mike Dash, L'Archipel des hérétiques (Jean-Claude Lattès, 2002), raconte le naufrage du Batavia et le drame vécu par son équipage à cause de Jeronimus Cornelisz, influencé par les vues de Torrentius.